# Om du lyssnar noga
Om du lyssnar noga (japanska: 耳をすませば?, Mimi o sumaseba; engelsk titel: Whisper of the Heart) är ett animerat japanskt ungdomsdrama från 1995, baserat på Aoi Hiiragis mangaserie med samma namn. Mangan publicerades under 1989 i shōjomangatidningen Ribon. Filmen animerades av Studio Ghibli med Yoshifumi Kondō som regissör och med manus av Hayao Miyazaki. Den blev 1995 års största succé på den japanska biomarknaden.
Det här är en ungdomsberättelse om sökandet efter personlig inspiration och en egen väg i livet. Huvudpersonerna är 14-åringen Shizuku, den jämngamla fiolbyggaren Seiji och en kattfigurin av tyskt ursprung. Figurinen står i en antikvitetsaffär som Shizuku råkar på efter att hon följt efter en bestämd och fetlagd katt. Antikvitetsaffärens ägare, figurinen och en person som verkar låna samma biblioteksböcker som hon bidrar till att låta Shizuku hitta något hon verkligen vill göra. Dessutom går hon och funderar på hur man bäst ska översätta texten till "Take Me Home, Country Roads" till japanska.

## Mangan
Den animerade filmen baserades på Aoi Hiiragis manga Mimi (w)o sumaseba. Denna publicerades som följetong i shōjomangatidningen Ribon (utgiven av Shueisha) från augusti till november 1989 och publicerades i februari 1990 i en samlingsvolym. En andra manga av samma skapare, betitlad Mimi (w)o sumaseba: Shiawase na jikan (”Om du lyssnar noga – lyckliga dagar”), gick under 1995 som följetong i Ribons systertidning Ribon Original. Den fristående uppföljaren till filmen, Neko no ongaeshi (producerad 2001 och 2019 svensktextad som Katternas rike), ledde i sin tur till att Aoi Hiiragi tecknade en serieversion av den filmen under namnet Baron: Neko no danshaku (”Baron – kattbaronen”).

## Filmens handling

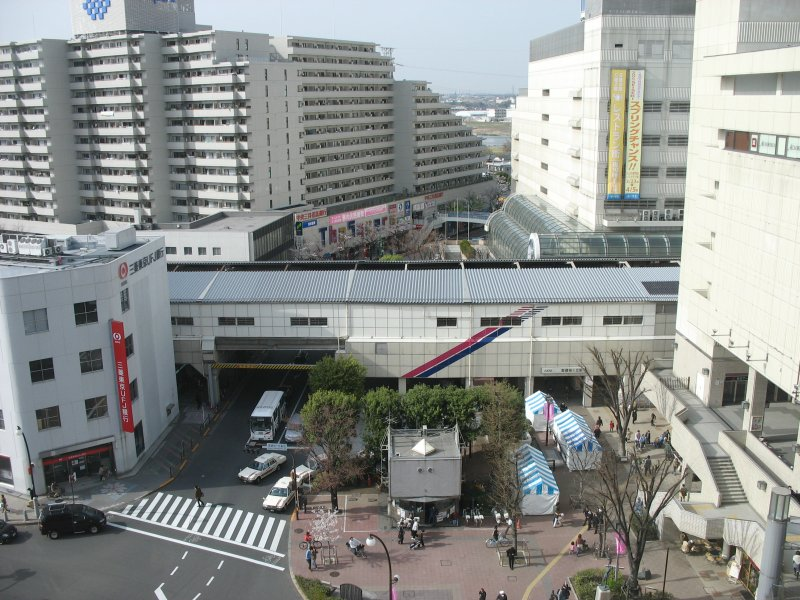
(1) Seiseki-sakuragaoka-stationen är där katten i filmen kliver av tåget och lockar Shizuku ut på äventyr.

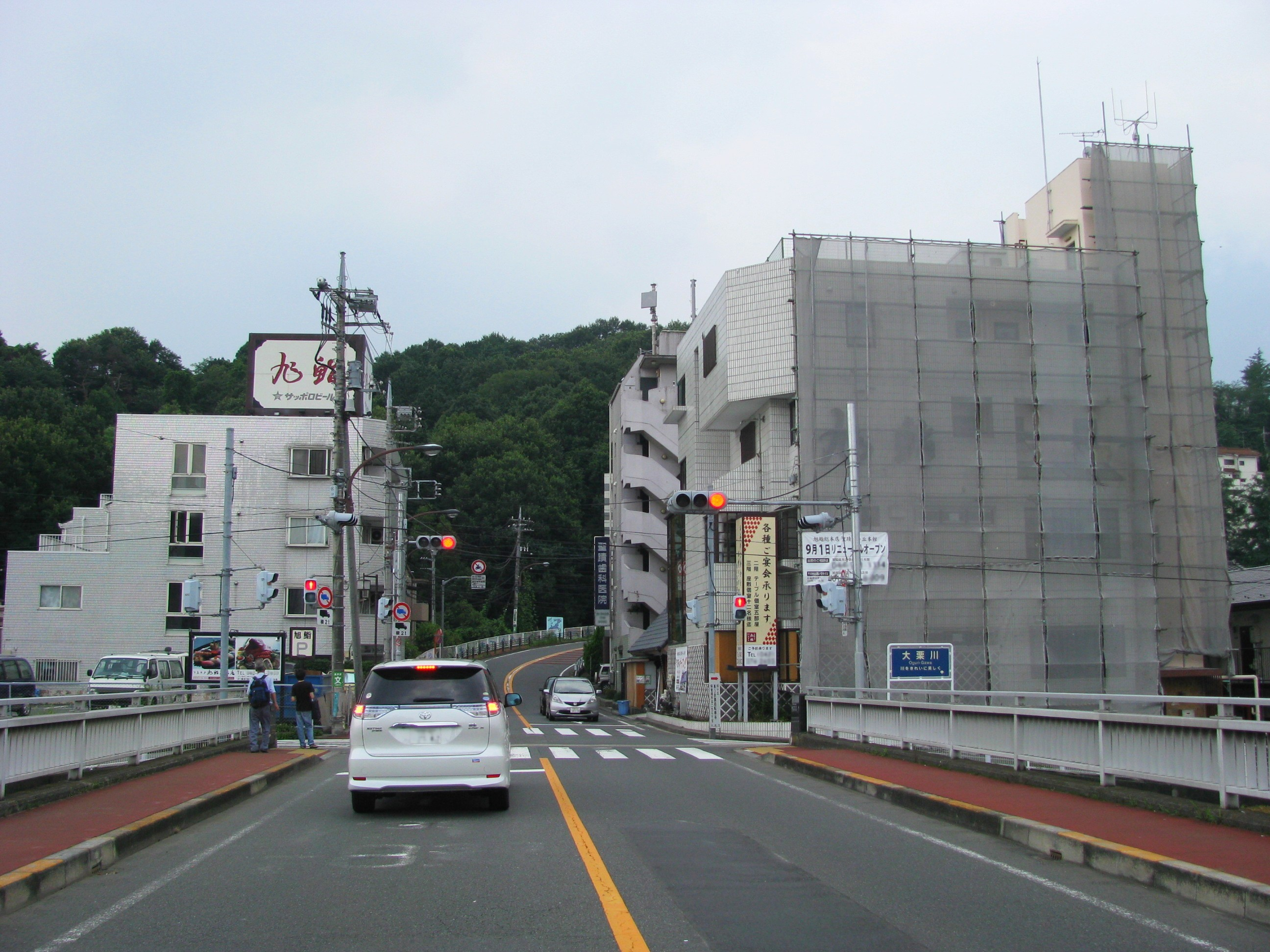
(2) Iroha-zaka (Irohabacken) leder upp till platsen för filmens antikvitetsaffär.

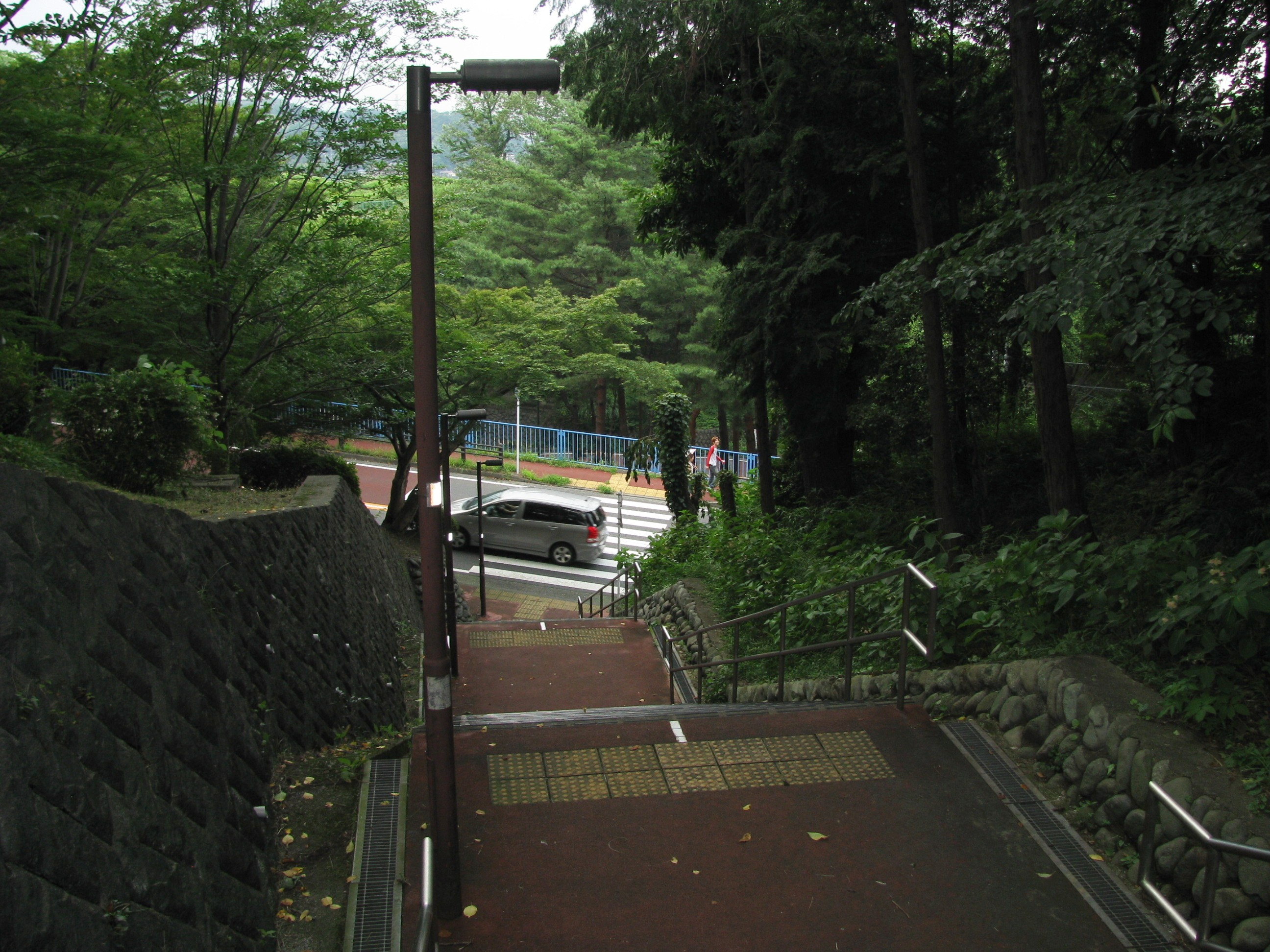
(3) Vid serpentinvägen uppför Irohabacken finns trappor. I filmen vänder Shizuku här ner bland husen igen, i sin jakt efter den flyende katten. Senare hastar hon nerför trapporna för att överlämna lunchen till pappa, anställd på stadsbiblioteket.

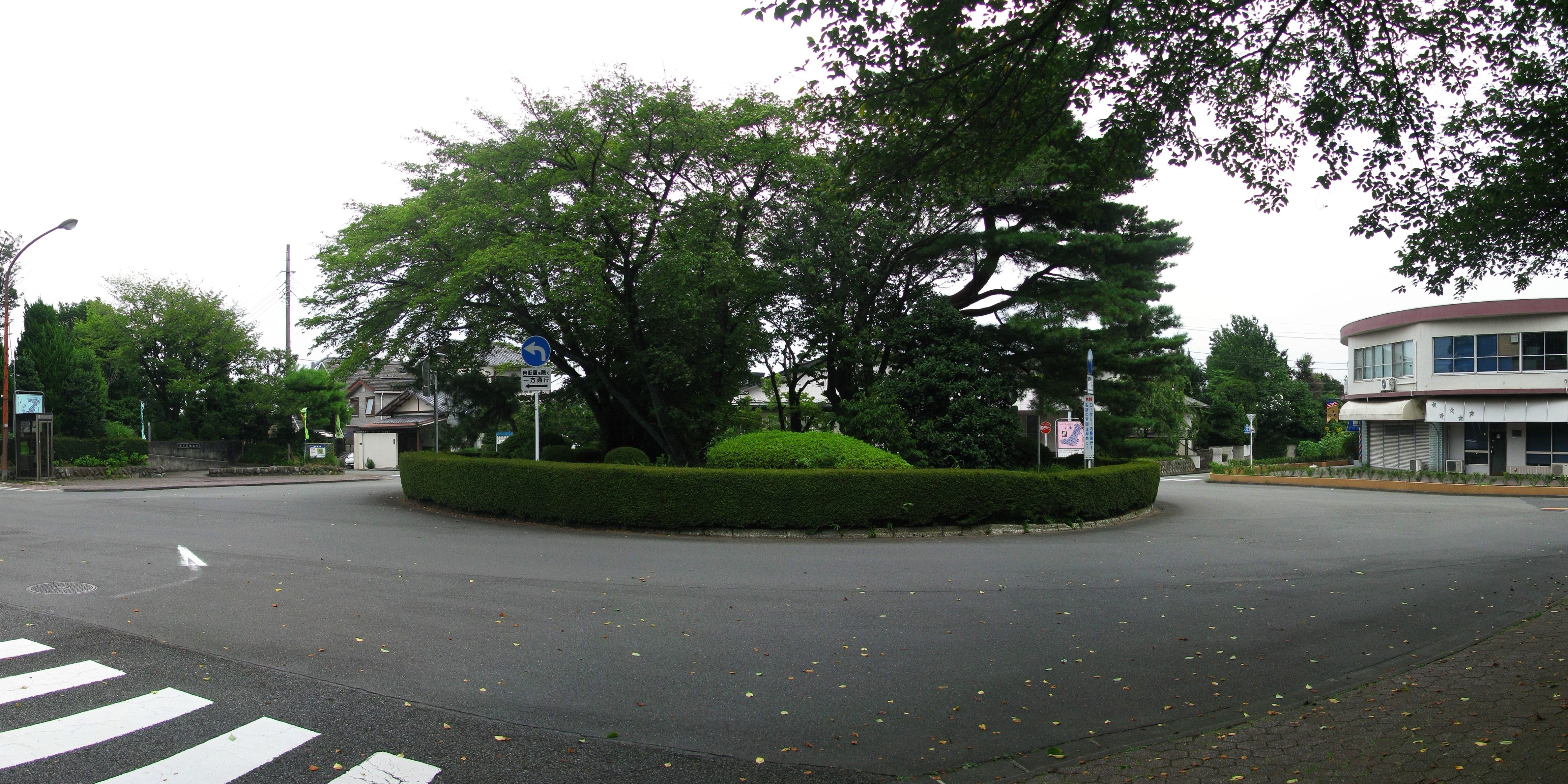
(4) Ovanför Irohabacken kommer katten och Shizuku till en öppen plats med en trädbevuxen rondell, med en intilliggande antikvitetsaffär. Filmens rondell inspirerades av bildens något mer sydligt belägna dito.

Filmen (mangan och filmen skiljer sig åt på vissa punkter) skildrar motsvarande högstadieeleven (se vidare om japanskt skolväsen) Shizuku Tsukishima och hennes upptäckter mellan augusti och november 1994, i sin hemmiljö, den västliga Tokyo-förorten Tama New Town (Tama Nyūtaun). Hon är en flitig läsare och upptäcker genom skolbibliotekets lånestämplar att hon har en möjlig själsfrände i sin egen skola, någon som lånar samma böcker som hon.
En dag får Shizuku sällskap på lokaltåget av en rundlagd katt. När hon reser sig upp och stiger av gör katten detsamma. Den förundrade Shizuku beslutar sig för att följa efter katten. Upptäckterna hon därefter erfar ger Shizuku idéer till vad hon ska ägna sitt liv åt.
Kattutflykten leder till slut fram till en antikvitetshandel, där det finns en kattfigurin med ögon som verkar glimra. Ägarens dotterson visar sig vara en lite spefull skolelev från Shizukus egen skola, Seiji. Denne lär sig tillverka fioler. Nishi, antikvitetshandlaren, berättar bakgrundshistorien om kattfigurinen Baron Humbert von Jikkingen ("von Jechingen" i den svenska översättningen), som är av tyskt ursprung.
Det blir krångligt i skolan, när klasskamraten Sugimura avslöjar sin kärlek till Shizuku. Hon försöker förklara det orimliga i detta, eftersom hennes bästa vän Yuko är kär i Sugimura. En nedstämd Shizuku tar sin tillflykt till antikvitetshandeln, som är stängd. Där stöter hon ihop med Seiji, som släpper in henne. I våningen under butiken finns en fiolbyggarverkstad, där Seiji studerar. Episoden slutar med att han spelar "Take Me Home, Country Roads" på fiol medan Shizuku sjunger texten i sin egen japanska översättning. Först därefter går det upp för Shizuku att pojken är Seiji Amasawa, han som lånar samma böcker som Shizuku.
Shizuku och Seiji blir närmare bekanta, men han ska resa till Italien (Cremona) för att fortsätta sina violinbyggarstudier som lärling i två månader. Det gör Shizuku ledsen, men också mer besluten att ta sig för något eget. Hon bestämmer sig för att skriva skönlitteratur, och frågar därför Nishi om hon kan få skriva en historia utifrån hans kattfigurin. Det skulle också innebära att lägga studierna åt sidan under en tid. Shizukus provresultat har genom hennes olika "sidosysslor" börjat dala, men hennes föräldrar går med på att låta henne genomföra sitt projekt. I samma veva flyttar storasystern Shiho hemifrån för att bo med sin pojkvän, vilket gör Shizuku än mer beslutsam att visa att hon också kan åstadkomma något.
Shizuku skriver ett utkast till en roman. Hon lämnar sin berättelse till Nishi, som läser den medan 14-åringen nervöst väntar en trappa ner. Hon börjar gråta och tröstas med ramen-nudlar. Nishi berättar därefter hur kattfigurinen blev en del av hans liv. Flickan springer hem, lättad, och förklarar för mamma att hennes "prövningars tid" nu är över, i alla fall tillfälligt. Hon bestämmer sig också för att studera vidare för att lära sig mer i skrivandets konst. En höstmorgon återkommer Seiji från sin italienska tvåmånadersvistelse. Av en händelse befinner han sig på sin cykel nere på gatan när Shizuku vaknar och tittar ut över balkongen. De båda beger sig därefter till en lokal utsiktsplats i Tama New Town, med fri sikt mot centrala Tokyo och morgonsolen.

## Rollfigurer

### Familjen Tsukishima

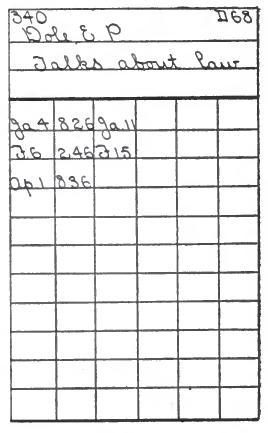
Via lånestämplarna i det lokala bibliotekets böcker upptäcker Shizuku att någon verkar ha precis samma litterära smak som hon.

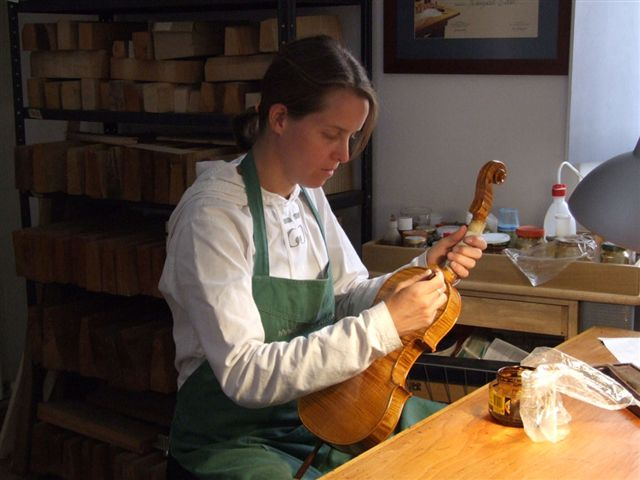
Fiolmakeriet i Cremona (här en Cremonafiol under fernissning) har en lång historia. Seiji åker i filmen till Cremona för sina fiolbyggarstudiers skull.

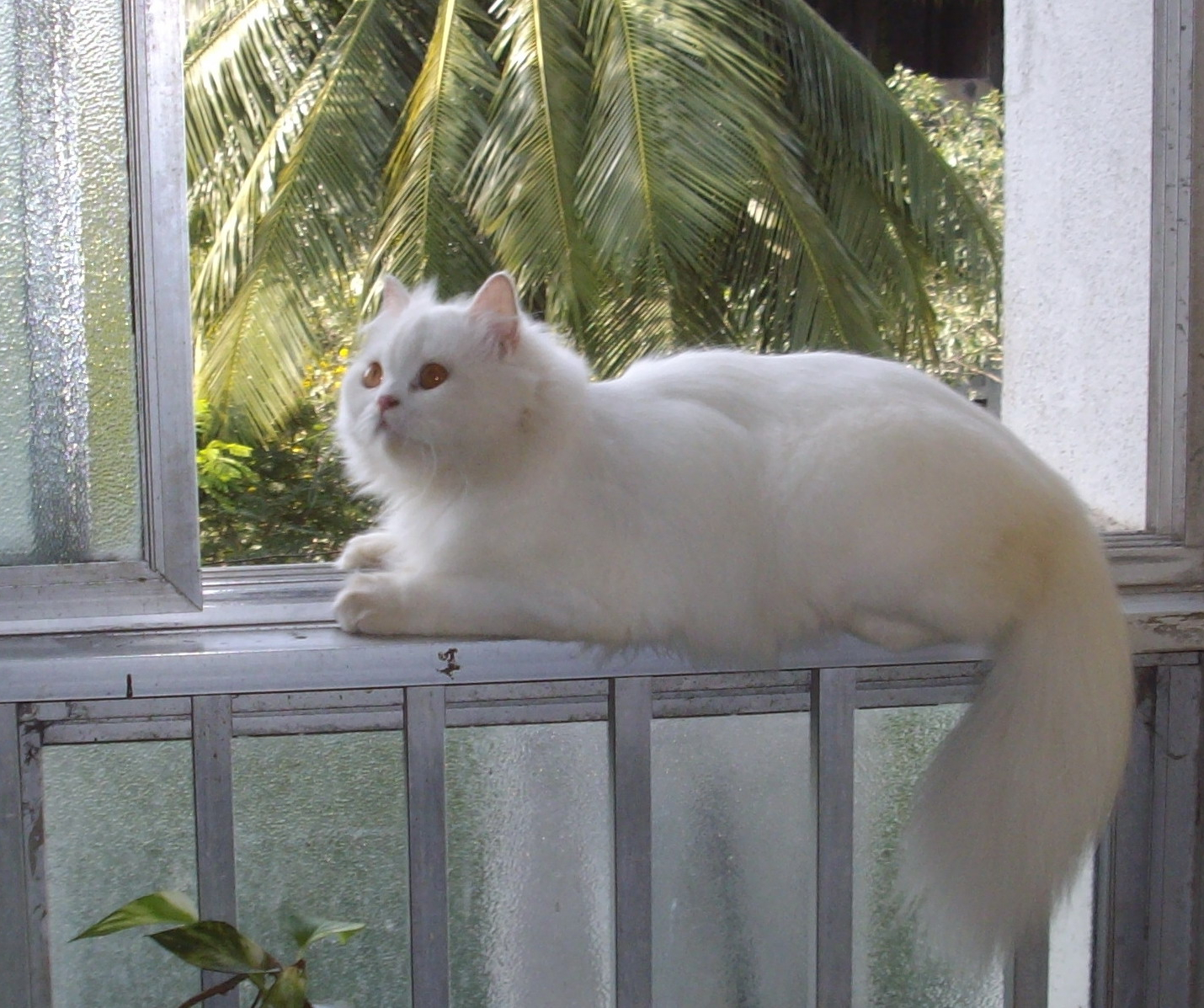
Den bestämda vita katten "Måne" (inte helt olik bildens vita perser) leder Shizuku ut på äventyr.

- Shizuku Tsukishima (月島 雫, Tsukishima Shizuku) ♀, 14 år

– Yōko Honna (dubbning på japanska), Linda Åslund (svenska), Brittany Snow (engelska)
Den här bokslukande mellanskoleeleven har ett ombytligt humör och är både känslosam och fantasirik. Hon hjälper ofta sin bästa vän Yuko när dennas mod sviker henne. Hon går sista årskursen i "mellanskolan" och behöver egentligen ägna mer tid åt studierna för att klara alla intagningsproven till gymnasiet.
- Shiho Tsukishima (月島 汐, Tsukishima Shiho) ♀, 18 år

– Yorie Yamashita (japanska), Annelie Berg Bhagavan (svenska), Courtney Thorne-Smith (engelska)
Shizukus storasyster Shiho studerar på universitetet. Hennes beslut att lämna familjen för att flytta ihop med sin pojkvän får långtgående konsekvenser för Shizuku.
- Seiya Tsukishima (月島 靖也, Tsukishima Seiya) ♂, 45 år

– Takashi Tachibana (japanska), Göran Berlander (svenska), James Sikking (engelska)
Systrarnas far Seiya är anställd på det lokala stadsbiblioteket. Han är en tolerant och modern familjefar som låter sin yngsta dotter ta en paus från skolarbetet för att få förverkliga sin författardröm.
- Asako Tsukishima (月島 朝子, Tsukishima Asako) ♀, 43 år

– Shigeru Muroi (japanska), Louise Raeder (svenska), Jean Smart (engelska)
Systrarnas mor Asako arbetar på sin doktorsavhandling och inte är hemma med familjen så ofta. Hon är också en modern förälder som låter sin yngsta dotter följa sin dröm.

### Skolelever
- Seiji Amasawa (天沢 聖司, Amasawa Seiji) ♂, 15 år

– Issei Takahashi (japanska), Gabriel Odenhammar (svenska), David Gallagher (engelska)
Den här unge violinisten är från samma skola som Shizuku. Han har samma boksmak som Shizuku, vilket denna märker via böckernas lånestämplar. Han beger sig till Italien för att fortsätta sina fiolbyggarstudier, vilket tvingar Shizuku att fatta beslut om sitt eget liv.
- Yuko Harada (原田 夕子, Harada Yūko) ♀, 14 år

– Maiko Kayama (japanska), Ester Sjögren (svenska), Ashley Tisdale (engelska)
Shizukis klasskamrat och bästa vän Yuko är en drömmare, blyg och lite osäker på sig själv. Hon är förälskad i Sugimura.
- Sugimura (杉村) ♂, 14 år

– Yoshimi Nakajima (japanska), Oliver Åberg (svenska), Martin Spanjers (engelska)
Sugimura är klasskamrat med Shizuku sedan många år tillbaka. Han är hemligt förälskad i henne.
- Kinuyo (絹代) ♀

– Mayumi Iizuka (japanska), Mika Boorem (engelska)
Kinuyo är en annan av Shizukus klasskamrater. Liksom Shizuku är hon medlem i skolans körklubb.
- Nao (ナオ) ♀

– Abigail Mavity (engelska)
Liksom Shizuku är den här klasskamraten medlem i skolkören (körklubben).

### Övriga
- Baron (Humbert) von Jechingen[7] (フンベルト・フォン・ジッキンゲン 男爵, Humbert von Jikkingen Danshaku)

– Shigeru Tsuyuguchi (japanska), Hans Wahlgren (svenska), Cary Elwes (engelska)
Figurinen är från Tyskland och tillhör antikvitetshandlaren Nishi. Figuren, som i den svenska översättningen ofta kallas "Baronen" är elegant klädd, med cylinderhatt, kostym och käpp. I Shizukus fantasi får den liv.
- Måne (Moon på japanska/engelska, Lune på franska)

– (saknar röst/röstskådespelare)
"Måne" är en fetlagd katt som väcker Shizukus nyfikenhet genom sin nonchalans och vana att använda tåg som transportmedel. Genom att följa efter Måne upptäcker hon Nishis antikvitetsaffär. Katten kallas Muta i en av de andra familjer dit katten går för att äta.
- Shiro Nishi (西 司朗, Nishi Shirō) ♂, 80 år

– Keiki Kobayashi (japanska), Sture Ström (svenska) Harold Gould (engelska)
Seijis morfar Shiro är ägare av antikvitetsaffären Jorden (Chikyū-ya i original). Han är den ende i släkten som stödjer Seijis strävan att förverkliga sin dröm.
- Fröken Kosaka (高坂先生, Kōsaka-sensei) ♀

– Minami Takayama (japanska), Louise Raeder (svenska)
Fröken Kosaka är skolans hoken no sensei ("sjukstugemästare"), en tjänstebeteckning som motsvarar skolsköterska och kurator.
- Två av Nishis musikantvänner (♂♂)

– Toshio Suzuki och Naohisa Inōe (japanska)
Källor: japanska röster, svenska röster, rollbeskrivningar och åldrar.

## Produktion och mottagande

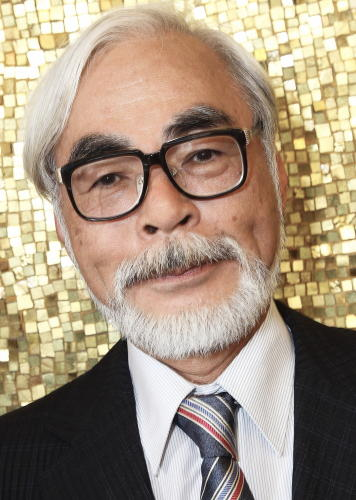
Hayao Miyazaki hade flera roller i filmproduktionen. Han kom med själva idén och skrev senare både manus och bildmanus. Dessutom var han en av filmens två producenter.

### Produktionsfakta
- Originaltitel – 耳をすませば (Mimi (w)o sumaseba)
- Ursprungspremiär – 15 juli 1995
- Längd – 111 minuter
- Förfilm – On Your Mark
- Regi – Yoshifumi Kondō (drömsekvensen – Hayao Miyazaki)
- Baserad på – manga av Aoi Hiiragi
- Manus och bildmanus (storyboard) – Hayao Miyazaki
- Foto – Atsushi Okui
- Figurdesign och animationsledare – Kitaro Kōsaka
- Konstnärlig ledare – Satoshi Kuroda
- Producent – Hayao Miyazaki, Toshio Suzuki
- Exekutiv producent – Seiichiro Ujiie, Takashi Shōji
- Bakgrundskonstnär för fantasysekvensen – Naohisa Inōe

Källa:

### Produktion, biohistorik och mottagande
Om du lyssnar noga bjöd på flera olika nyheter, både inom och utom ramen för Studio Ghibli. Den var den första Ghibli-film som utnyttjade datorer i bildproduktionen. Här kom de till användning i "Baronens" flygscen inuti Shizukus egen berättelse. De flygande objekten animerades på traditionellt vis, men sattes samman till hela scener genom användningen av datorer. Filmen var också den första i Japan där ljudformatet var det digitala Dolby Digital. Denna biofilm var även den första från Ghibli som inte regisserades av vare sig Takahata eller Miyazaki. Studion hade i flera års tid ansträngt sig för att få fram arvtagare till studions båda grundare, med tanke på Miyazakis och Isao Takahatas stigande ålder. Kondō var ett antal år yngre, men han hade stor erfarenhet som huvudanimatör, animationsledare och figurdesigner på ett antal av Studio Ghibli största produktioner. Detta gjorde honom till ett naturligt val som regissör för den här filmen. Detta blev Kondōs enda film som regissör, då han 1998 avled av aortaaneurysm (pulsåderbråck) 47 år gammal.
Hayao Miyazaki hade flera olika roller i den här produktionen. Han tipsade Kondō om Hiiragis manga och tog sedan även hand om arbetet med att skriva manus och producera bildmanus (storyboard/ekonte). Dessutom hoppade Miyazaki in som producent av filmen, när de ursprungliga producentvalen inte – enligt honom själv – gjorde sitt jobb. Kondō omgav sig å sin sida med studions bästa animatörer, men han fick inte ha dem helt för sig själv. Exempelvis fick huvudanimatören Andō lov att parallellt arbeta som animationsledare till musikvideon On Your Mark, som sedan var förfilm till Om du lyssnar noga vid biovisningarna i Japan.
Om du lyssnar noga kom att rejält överskrida sin planerade budget. Namnet Hayao Miyazaki sågs därigenom som nödvändigt för att kunna attrahera den stora biopubliken, och valet av den Miyazaki-regisserade (och mer äventyrsinriktade) "On Your Mark" som förfilm var ett medvetet drag. Dessutom riktade marknadsföringen av filmen mycket in sig på den fantasy-markerade drömsekvensen (två minuter, i regi av Miyazaki).
I slutändan var det kanske ändå Kondōs talang som regissör som lade grunden till bioframgången. Om du lyssnar noga blev 1995 års största biofilm i Japan, med bruttointäkter på 1,85 miljarder yen. Filmen rönte ett gott mottagande från filmkritikerna och har nått en 89-procentig godkännandegrad hos recensionsdatabasen Rotten Tomatoes. Terry Gilliam placerade år 2009 filmen som nummer 21 på sin lista över de 50 bästa animerade filmerna genom tiderna.

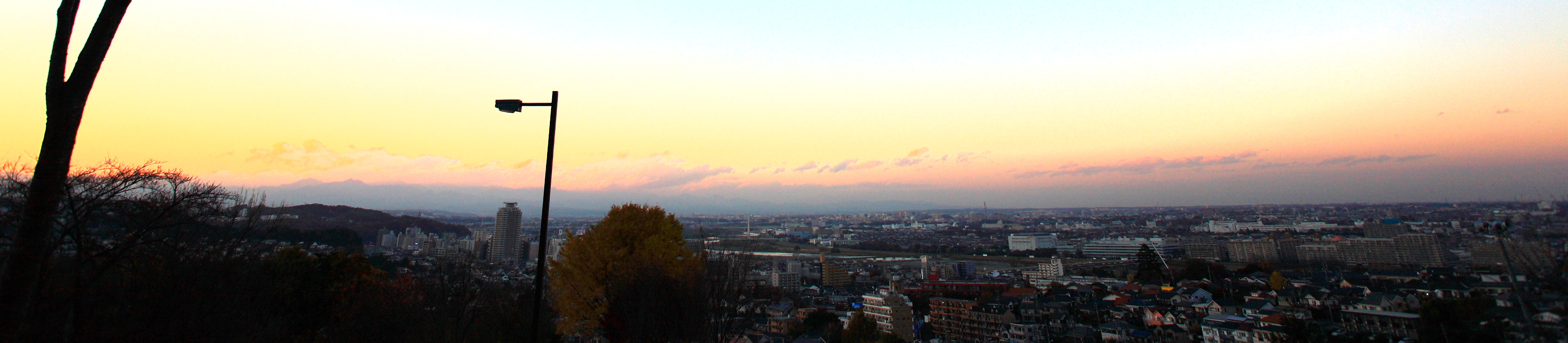
Utsikt från bergssluttningen i Tama Sakuragaoka (sent i november 2008). Den här vyn vetter mot solnedgången i nordväst, medan Shizuku och Seiji i filmen tittar åt nordöst, in mot Tokyo och soluppgången.

Motsvarigheten till den högt belägna utsiktsplatsen dit Shizuku och Seiji beger sig i slutet av filmen har alltsedan filmens tillkomst kommit att bli en populär mötesplats. Där finns också inristningar i berget med anknytning till filmen. 1997 påbörjades en "gästbok", där besökarna kunde skriva ner sina tankar, och något år senare hade 14 volymer av gästboken fyllts.

### Musiken

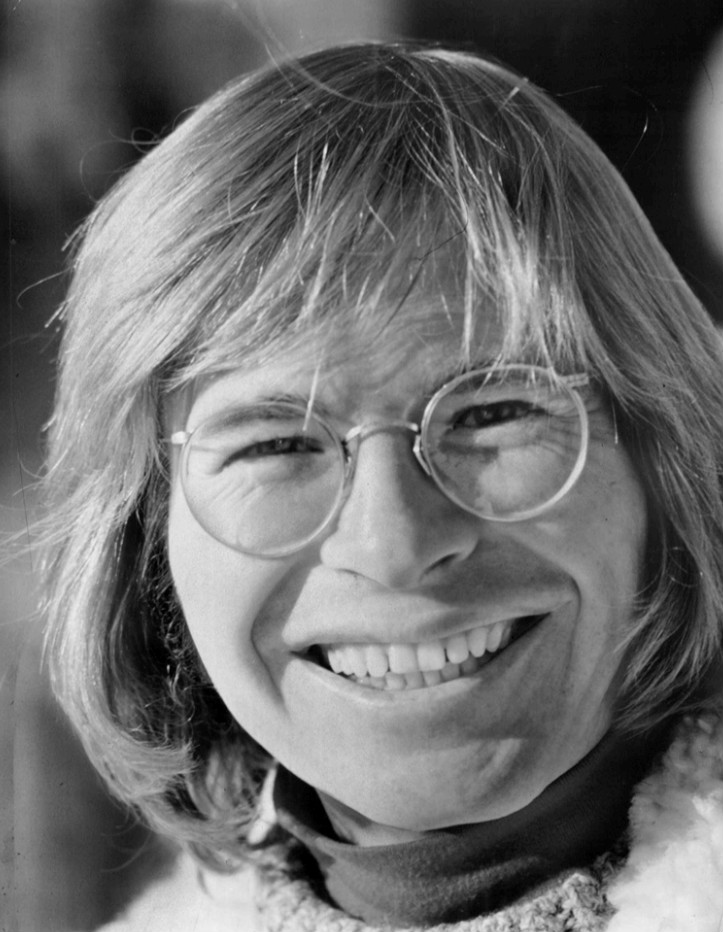
"Take Me Home, Country Roads", medkomponerad av John Denver (på bilden), är både ledmotiv och en del av handlingen i filmen.

Filmmusiken skrevs av Yūji Nomi. Ett återkommande inslag filmen igenom är Shizukus olika försök att översätta sången "Take Me Home, Country Roads" (skriven av John Denver, Taffy Nivert och Bill Danoff) till skolans musikklubb. Hon skriver också sin egen, humoristiska version av sången betitlad "Concrete Road", med sin egen hemstad i västra Tokyo-regionen i baktanke. De faktiska översättningarna gjordes av producenten Toshio Suzukis dotter Mamiko, med kompletterande textrader av Hayao Miyazaki. De här låtversionerna dyker upp i olika viktiga skeden i berättelsen. En inspelning av sången, framförd av Olivia Newton-John, ackompanjerar filmens förtexter medan vokalisten i resten av filmen är Shizukus röstskådespelare Yōko Honna.

#### Spår på soundtrack-CD
1. ”Ona no machi” (丘の町, Backiga staden) – 3:13
2. ”Neko wo oikakete” (猫を追いかけて, Jakten på en katt) – 3:11
3. ”Chikyū-ya” (地球屋, Butiken Jorden) – 1:07
4. ”Erufu no Jyo-ō” (エルフの女王, Älvornas drottning) – 1:00
5. ”Natsu no owari” (夏の終わり, Slutet på sommaren) – 0:56
6. ”Uchiake-banashi” (打ち明け話, Samtal i förtroende) – 2:04
7. ”Densha ni yuraete” (電車に揺られて, Omskakad på tåget) – 1:21
8. ”Oka no ue, bifū ari” (丘の上,微風あり, På berget, blåsigt) – 2:17
9. ”Engel's Zimmer (Tenshi no heya)” (エンゲルス・ツィマー [天使の部屋], Ängelns rum) – 2:02
10. ”Violin Tuning” (ヴァイオリン・チューニング, Violinstämning) – 0:09
11. ”Country Road (ヴァイオリン・チューニング, Landsvägen [violinversion]) – 3:06
12. ”Manten no hoshizora” (満天の夜空, Stjärnorna på himlavalvet) – 2:08
13. ”Nagareru kumo, kagayaku oka” (流れる雲,輝く丘, Svävande moln, skimrande kullar) – 3:21
14. ”Kimeta! Watashi monogatari wo kaku” (きめた!わたし物語を書く, Jag har bestämt mig! Jag ska skriva en historia!) – 2:28
15. ”Tobō! Jyōshō kiryū wo tsukamu no da! (飛ぼう!上昇気流をつかむのだ!, Kom, vi flyger! Vi tar uppvinden!) – 1:35
16. ”Furui mokuhanga” (古い木版画, Ett gammalt träsnitt) – 0:15
17. ”Canon” (古い木版画, Kanon) – 2:33
18. ”Mayoi no mori” (迷いの森, Skogen av tvivel) – 0:53
19. ”Tsuioku” (追憶, Minnen) – 4:06
20. ”Baron no uta” (バロンのうた, Baronens sång) – 2:40
21. ”Yoake” (夜明け, Gryning) – 1:20
22. ”Country Road” (カントリー・ロード, Landsvägen [ledmotiv]) – 3:35 (text skriven för filmen och framförd av Yōko Honna)

Källa:

## Teman och influenser

### Teman och kritik
Om du lyssnar noga saknar, till skillnad från de flesta andra av Studio Ghiblis filmer, fantasy och övernaturliga inslag (med undantag av enstaka dröminslag). Det här är istället ett ungdomsdrama med tonårsrelationer och romantik, men främst kretsande kring huvudpersonens letande efter inspiration till att forma sin egen framtid. T.H.E.M. Anime Reviews noterade att den här "romantiska komedin" är en väldigt ovanlig företrädare för genren, då den är mer bitterljuv än utflippad och kanske har mer gemensamt med vissa realistiska TV-dramaserier. T.H.E.M. konstaterade också att Om du lyssnar noga mer koncentrerar sig på rollfigurernas karaktärsutveckling än på själva historien och att filmen på ett utmärkt sätt lyfter fram ett komplett rollgalleri av tredimensionella och sympatiska filmgestalter. Alla som fortfarande kan minnas ungdomens osäkerhet och förvirring, kommer enligt T.H.E.M. att kunna nicka igenkännande.
Idén att animera Aoi Hiiragis manga kom från Hayao Miyazaki, som i oktober 1993 presenterade projektet för studion. Projektet var, enligt Miyazaki, något av en utmaning för en studio som leddes av en samling cyniska, medelålders män. En film baserad på denna shōjo-manga skulle utgå från en alldaglig, föga anmärkningsvärd berättelse som kretsade kring ung kärlek och ungas försök att stå på egna ben. Fast i de rätta händerna skulle en sådan film kunna presentera en ärlig historia om livets skönhet och samtidigt berätta något viktigt om hur det är att vara ung, tänkte han sig.
Midnight Eye ansåg å sin sida att Kondō är en värdig företrädare för Studio Ghiblis varumärke och att den är utsökt animerad, med ett öga för de små detaljerna. Man menade vidare att filmens kombination av infallsrikedom och ungdomlig utveckling gav den en rörande framtoning:
| ”                             | Med sin underbara förening av drömlika fantasier och rörande övergångsrit, kan Om du lyssnar noga få till och med ett öga av glas att klämma fram en tår. | „ |
| – Jasper Sharp, Midnight Eye, | |   |

### Miljöer

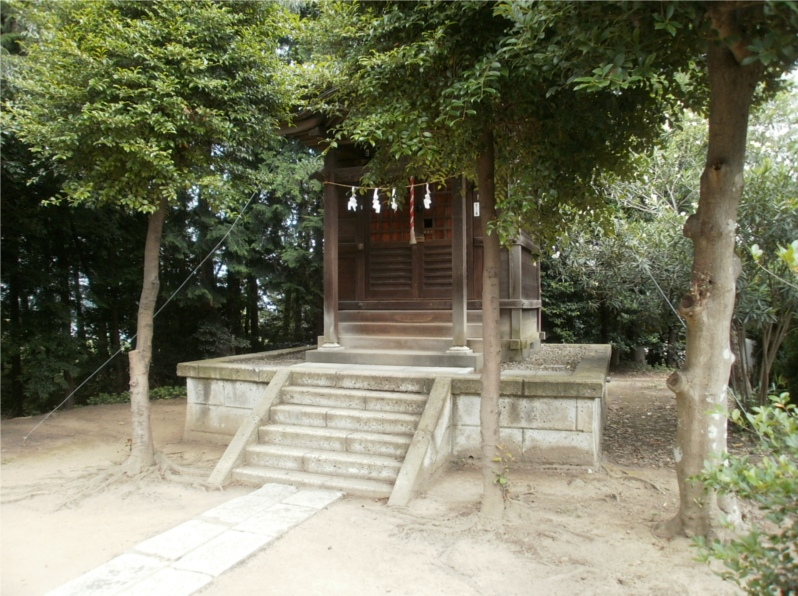
Vid detta lilla shintotempel utspelas en av filmens nyckelscener. Jinjan är rest nära vägkanten uppe i Irohabacken. I filmen har man dock flyttat den betydligt närmare skolan.

Filmen utspelas i Tama Sakuragaoka och Seiseki Sakuragaoka, den förstnämnda en kuperad stadsdel i staden Tama New Town väster om själva Tokyo och den senare en angränsande och lägre liggande stadsdel norr därom. Shizukus liv under filmen kretsar mellan fyra olika hörnpunkter i området: 
1. Hennes bostad i västra Seiseki Sakuragaoka (eller på höjderna väster därom)
2. Skolan i söder/sydöst, i västligaste Tama Sakuragaoka (egentligen Higashiteragata)
3. Järnvägsstationen i centrala Seiseki Sakuragaoka, en hållplats öster om hennes hem
4. Stadsbiblioteket och en viss antikvitetshandel, båda i filmen belägna i Tama Sakuragaoka en rejäl gångmarsch söder om stationen.[26] Detta var tidigare ett skogsområde i Tamabergen som från 1960-talet och framåt blev föremål för en snabb urbanisering.

Stadsdelen framställs relativt verklighetstroget, och många animefans har alltsedan filmens tillkomst dokumenterat likheterna mellan filmscenerna och verklighetens gatumotiv (se bilderna under rubriken om filmens handling). Bergssluttningar, vägsträckningar och enskilda gatumotiv är i stora drag hämtade från verklighetens Tama New Town. Däremot har konstnärliga friheter tagits i hur jinjan, bibliotek, utsiktspunkter med mera placerats ut. Filmmakarna har bland annat bytt plats på två i berättelsen viktiga byggnader. Stadsbiblioteket (där Shizukus far arbetar) ligger i filmen ovanför den vindlande Irohabacken i sydöst, medan det i verkligheten finns betydligt närmare det som ska föreställa hennes skola. Där är å andra sidan filmens lilla jinja placerad, medan detta i verkligheten befinner sig ovanför Irohabacken. Bredvis den rondell som inspirerade till filmens rondell (den vid antikvitetsaffären) finns ett litet lunchställe där man säljer vykort och dylikt med koppling till filmen.
Nippon Animation, en studio Hayao Miyazaki tidigare arbetade på, har sitt kontor i Seiseki Sakuragaoka. Vid ortens järnvägsstation finns en skylt om filmen, där dess inledande "kattjakt" presenteras. Bredvid skylten invigdes den 8 april 2012 ett särskilt minnesmärke, föreställande huset där filmens antikvitetshandel är inrymt. Miniatyren av huset är uppsatt på en piedestal. Invigningen skedde under körsbärsblommefestivalen, i närvaro av staden Tamas borgmästare och Yōko Honna, som gav röst åt filmens Shizuku

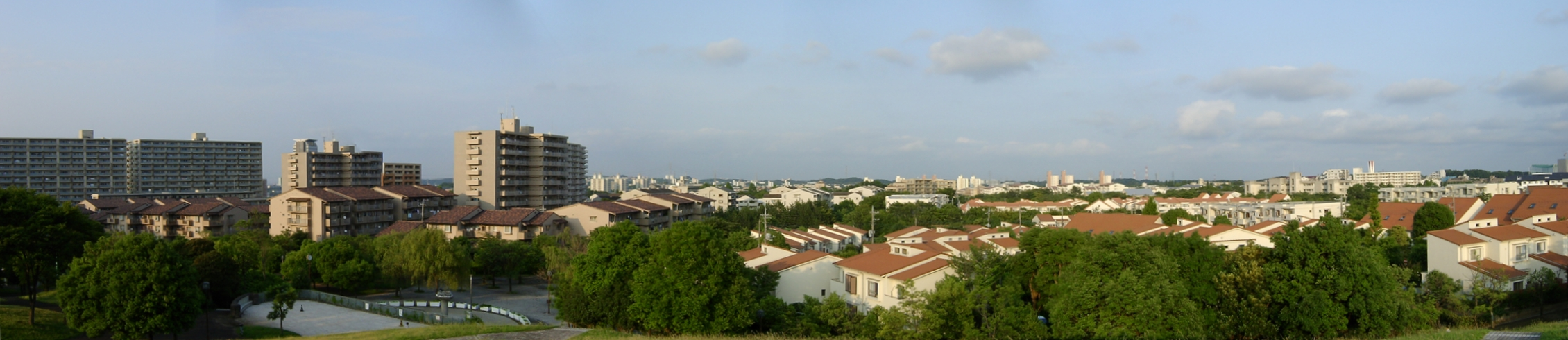
Panorama över Tama New Town (sent i juni 2008), en Tokyoförort som byggts ut först de senaste decennierna.

### Kopplingar och influenser
Tamabergen är också spelplats för den film Studio Ghibli släppte året före. Handlingen i 1994 års Pompoko äger rum innan och i samband med den första vågen av urbanisering. Där fungerar grävskopor och schaktmaskiner som nya hot i en miljö som mårdhundarna lärt att känna som sitt hem. Miyazaki, som var inblandad som manusförfattare i båda filmerna, lät flera av de gamla bondgårdarna från Pompoko få förbli orörda i Om du lyssnar noga.

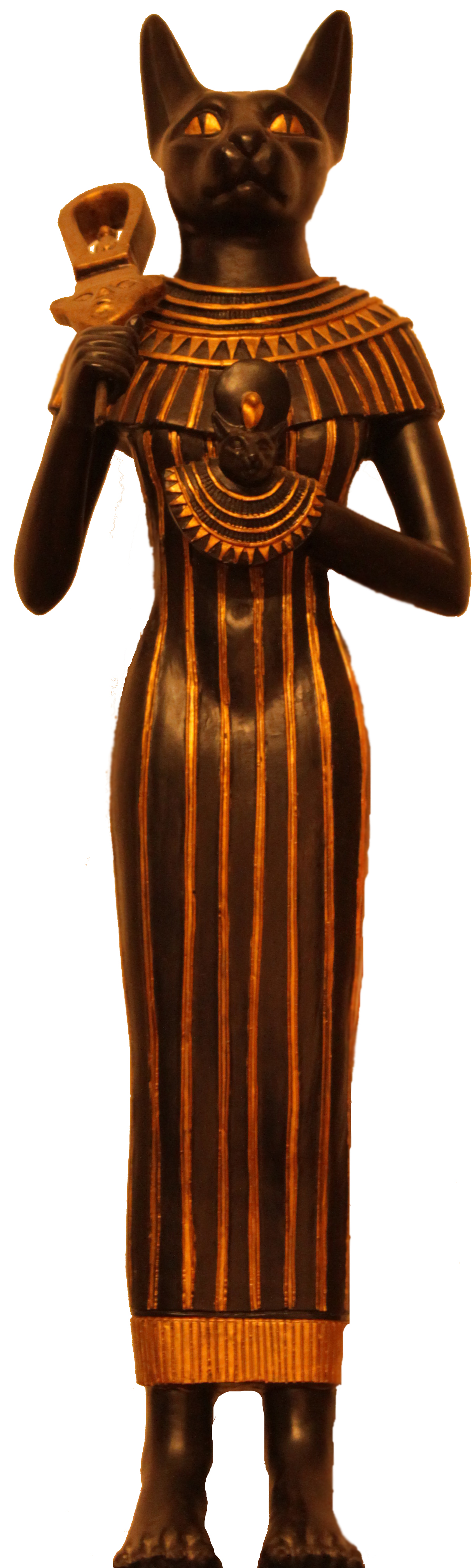
En kattfigurin (här representerad av en egyptisk Bastet-statyett) med ögon som verkar glimma gör Shizuku intresserad av skrivandets konst. Katten dyker även upp i den fria fortsättningen Neko no ongaeshi.

Under filmen skriver Shizuku på en fantasy-berättelse som kretsar kring "Baronen" från antikvitetsaffären. 2002 producerade Studio Ghibli en fantasyfilm med samme "baron" som en av huvudgestalterna – vid sidan av Måne/Muta – betitlad Neko no ongaeshi ("Kattens återgäldande", på svenska som Katternas rike) och regisserad av Hiroyuki Morita. Filmen har ett antal drag gemensamma med den drömsekvens i Om du lyssnar noga där baronen får liv. Katternas rike innehåller för övrigt en kattprins vid namn "Lune" (ett av Månes alternativa namn i filmen från 1995).
Texten "Porco Rosso" står i urtavlan på det stora golvuret i antikvitetsaffären. Uret innehåller ett mekaniskt spel med dvärgar och en älvdrottning ("prinsessa" i den svenska översättningen) och är en orsak till att Shizuku glömmer av tiden i början av filmen.

## Internationell distribution
2006 dubbades filmen till engelska av amerikanska Buena Vista Home Entertainment. Den engelska titeln, Whisper of the Heart, skapades på Studio Ghibli och användes på flera officiellt licensierade kringprodukter vid tiden för den japanska biopremiären. 7 oktober 2009 släpptes filmen på den svenska DVD-marknaden, med en svensk dubb och under den svensk-engelska titeln Om du lyssnar noga – Whisper of the Heart. En månad senare släpptes den ånyo på DVD, som en av fyra filmer i den andra Studio Ghibli-boxen, då under den enspråkigt svenska titeln Om du lyssnar noga (med Whisper of the Heart som undertitel).

### Premiärer/media (urval)
Filmen har visats på TV/bio eller kommit ut på VHS, LD, VCD, DVD eller BD i ett flertal olika länder/videomarknader. Dessa inkluderar:
- Japan – 耳をすませば (Mimi wo sumaseba, VHS 1996, LD 25 januari 1996[32], VHS 25 juli 1997, DVD 24 maj 2002)
- Taiwan – 心之谷 (Shin Jr Gu, DVD 29 juni 2002, 21 november 2002)
- Hongkong – 夢幻街少女 (Mung Waan Gaai Siu Neoi, VCD 11 december 2001, DVD 19 november 2002)
- USA – Whisper of the Heart (TV 19 januari 2006, DVD 7 mars 2006, bio 23 september 2006, BD 22 maj 2012[e])
- Australien – Whisper of the Heart (DVD 15 mars 2006)
- Storbritannien – Whisper of the Heart (DVD 10 april 2006)
- Polen – Szept serca (DVD 15 september 2007)
- Sydkorea (22 november 2007)
- Tyskland – Stimme des Herzens (dubbel-DVD 26 november 2007, singel-DVD 28 januari 2008)
- Ungern – A könyvek hercege  (DVD 18 december 2007)
- Estland – Südame sosin (festivalbio 9 april 2008)
- Ryssland (22 januari 2009)
- Finland – Sydämen kuiskaus (DVD 27 mars 2009)
- Schweiz (festivalbio 13 augusti 2009)
- Spanien – Susurros del corazón (DVD 28 oktober 2009)
- Sverige – Om du lyssnar noga (DVD 7 oktober 2009)
- Mexiko – Susurros del corazón (DVD 15 december 2010)
- Italien – I sospiri del mio cuore (DVD 14 december 2011)
- Grekland – Ο Ψιθυρος tης kαρδιας (O psithyros tis kardias, DVD)
- Portugal – O Sussurro do Coração (DVD 15 maj 2011)

Källor: